# Kontinentale Öl
Kontinentale Öl (niem. Kontynentalna Kompania Naftowa, skrót – Konti) – niemieckie przedsiębiorstwo państwowe, działające w okresie III Rzeszy, zajmujące się obrotem ropą naftową.

## Historia spółki
Latem 1940 roku nazistowskie elity gospodarcze zorientowały się, że przejęte po ZSRR złoża ropy naftowej na Bliskim Wschodzie mogą być niewystarczające do zapewnienia zaopatrzenia dla powojennej niemieckiej gospodarki. Przedwojenna Europa wymagała rocznie zapotrzebowania na ropę w wysokości prawie 27 mln ton, podczas gdy wydobycie nie przekraczało 8 mln ton (wyłączając produkcję syntetycznych paliw). W 1940 roku grupa niemieckich geologów oszacowała rumuńskie rezerwy naftowe na 60 mln ton. Z uwagi na brak należytych złóż na terenie Rzeszy oraz nalegania przemysłowców niemieckich, 27 marca 1941 roku założono firmę Kontinentale Öl. Kapitał początkowy wyniósł 80 milionów reichsmarek. Kompania była prawnie uprzywilejowana w obrocie ropą naftową na terenach okupowanych przez III Rzeszę. Z czasem jej spółka przejęła 50% udziałów w Astra Română – rumuńskiej spółce naftowej.
W sierpniu 1940 roku Hermann Göring zapowiedział aktywną politykę państwa w zaopatrzenie w ropę i złożył roszczenia do aktywów przedsiębiorstw niemieckich w spółkach handlowych w Iraku i w Rumunii, które po I wojnie światowej zostały zarekwirowane przez Francję. We wrześniu 1940 roku, pracownik firmy IG Farben, Ernst Fisher oszacował powojenne zapotrzebowania Europy na ropę na 48 mln ton rocznie, a produkcję (wyłączając ZSRR) na 23 mln ton. Szacunki stały się elementem raportu, który Fisher opracował jako protegowany Ericha Neumanna, współpracownika Göringa. W czerwcu 1941 roku założono spółkę Baltische Öl GmbH, której celem była eksploatacja złóż naftowych w Estonii, a która była subsydiowana przez Konti. Łącznie podobny status prawny miało 14 mniejszych spółek, rozlokowanych w różnych rejonach okupowanych przez III Rzeszę. Spółka najbardziej oczekiwała przejęcia radzieckich złóż ropy w rejonie Kaukazu, oraz brytyjskich na Bliskim Wschodzie, bo przedwojenne szacunki przewidywały, że bez interwencji w infrastrukturę transportu surowca, da się osiągnąć z nich wydobycie na poziomie 35 mln ton rocznie. W końcowej fazie wojny spółka straciła większość kapitału w związku z odwrotem wojsk niemieckich. W 1949 roku podjęto decyzję o likwidacji spółki z dniem 31 października 1950 roku, jednak likwidacja potrwała do 1966 r.
Do udziałowców spółki należeli Deutsche Bank i Dresdner Bank, a także wiele dużych firm z sektora energetycznego.
Jednym z dyrektorów spółki był niemiecki zbrodniarz wojenny Otto Rasch. Pełnił on tę funkcję od października 1941 do początków 1942 roku.